# Литвиновы-Мосальские
Литвиновы-Мосальские — угасший русский княжеский род, ветвь князей Мосальских. Рюриковичи. 
По родословной росписи известны семь представителей мужского пола и двое женского.

## История рода
Родоначальник потомок Рюрика в XVIII колене, королевский дворянин, польско-литовский подданный, князь Василий Михайлович Мосальский по прозвищу Литвин. Его сыновья: Василий Васильевич бежал в Москву (1534), казначей и воевода, второй сын Иван Васильевич воевода на Солове и Полове (1563), третий Михаил Васильевич воевода в Карачеве (1566) и Смоленске (1581). Правнук Василия Михайловича Василий Фёдорович (ум.1612) сторонник царя Василия Шуйского, воевал против Лжедмитрия II, убит в боях под Москвой. Его брат, Андрей Фёдорович (ум.1664) окольничий и воевода, воевал с поляками, возглавлял Пушкарский и Сыскной приказ. 
Княжна Ульяна Фёдоровна (ум.1649) на обоих свадьбах царя Михаила Фёдоровича была посаженной матерью со стороны царя. Принимала участие в первой свадьбе царя Алексея Михайловича (16 января 1648). Жена дяди царя Михаила Фёдоровича — Ивана Никитича Каши Романова. 
Княжна Евдокия Андреевна при встрече грузинской царицы значилась "у саней" (1654). Жена боярина Фёдора Фёдоровича Куракина. 

## Родословная
- Мосальский, Василий Михайлович Литвин (ум. после 1534) — королевский дворянин, родоначальник князей Литвиновых-Мосальских.
  - Литвинов-Мосальский, Василий Васильевич (ум. после 1586) — московский дворянин, казначей и воевода.
  - Литвинов-Мосальский, Иван Васильевич Гнуса (ум. после 1573) — московский дворянин, воевода.
    -  Литвинов-Мосальский, Фёдор Иванович — младший воевода.
      - Литвинов-Мосальский, Василий Фёдорович (ум. 1612) — воевода, стольник и окольничий.
      - Литвинов-Мосальский, Андрей Фёдорович Кукорека (ум. 1664) — наместник, кравчий и окольничий, судья Пушкарского и Сыскного приказа; на нём пресёкся род Литвиновых-Мосальских.
        -  Литвинова-Мосальская Евдокия Андреевна (ум. после 1683) — жена князя Фёдора Фёдоровича Куракина.

      -  Литвинова-Мосальская, Ульяна Фёдоровна (ум. 1649) — жена Ивана Никитича Романова, мать Никиты Ивановича Романова.

  -  Литвинов-Мосальский, Михаил Васильевич (ум. после 1568) — московский дворянин, воевода.